# Оржицька ЗОШ І—ІІІ ступенів імені І. Я. Франка
Оржицька ЗОШ І—ІІІ ступенів імені І. Я. Франка — загальноосвітня школа, розташована у смт. Оржиці (районний центр Полтавської області); це єдина ЗОШ селища. Носить ім'я українського класика Івана Яковича Франка.

## Загальні дані
Оржицька ЗОШ І—ІІІ ступенів імені І. Я. Франка міститься у просторому сучасному приміщенні, і розташована за адресою: вул. Центральна, буд. 16, смт Оржиця, Полтавська область, 37700.
У школі навчаються близько 700 учнів.
Педколектив навчального закладу — близько 50 вчителів. Директор школи — Кравченко Олександр Михайлович.

## З історії шкільництва і школи в Оржиці

### Початки шкільництва на Оржиччині
У 1872 році на пустирі в межах Оржиці було збудовано школу для хлопчиків: дві класні кімнати та квартиру для вчителя. Учитель тієї школи Бирченко Мина Корнійович навчав у ті часи 20 учнів, мав у своєму розпорядженні глобус та карту півкуль. Зарплата його становила 10-12 карбованців.
У період з 1900 до 1910 року в Оржиці було вже 2 школи. Першою вчителькою школи для дівчат була Коріх Анастасія Луківна.
1910 року було відкрито вищу початкову школу.

### Об'єднана оржицька школа
1918 року 3 оржицькі школи були об'єднані в єдину трудову семирічну школу (160—170 учнів та 14 вчителів). Коріх Володимир Миколайович став першим директором цієї школи і отримував 18-25 карбованців за свою працю. У 1925 році вчитель І. А. Нестеренко порушив питання про присвоєння школі імені І. Я. Франка, яке і було присвоєне 1926 року.
У 1934 році школа була перетворена в середню, і першим її директором був Пономаренко Іван Матвійович. Станом на 1937 рік у навчальному закладі було 18 класів, 550 учнів, їх навчали 30 вчителів.
Із початком Німецько-радянської війни група оржицьких вчителів вирушила на фронт. Під час війни приміщення школи розібрали на зерносховище. Після звільнення Оржиці від німецько-фашистської окупації населення почало підготовку до навчального року, і 10 жовтня 1943 року відбулося перше заняття. Бракувало паперу, майже не лишилося книг, та педагоги Половина Г. М., Семперович О. П., Деркач О. О., Нестеренко Г. М. виготовляли наочні матеріали, відбудовували школу.
У 1944/1945 навчальному році Оржицька школа посіла перше місце в змаганні серед шкіл УРСР. Нарком освіти Т. Г. Тичина виніс подяку педагогічному колективу, а директор школи Давиденко З. Д. отримав премію.
У листопаді 1974 року Оржицька середня школа отримала нове приміщення. Педагогічний колектив у той час очолював В. Г. Дерев'янко. У 1970-х роках у школі працювало близько 35 педагогів.
Від 1982 року директором школи почав працювати В. С. Вінніченко.
У 1990-х роках щороку в школі навчалося понад 700 учнів, з якими працювали в середньому 55 вчителів.
Значною подією стало відкриття погруддя Івана Франка перед приміщенням навчального закладу.

### Відомі випускники
- Хало Ольга Іванівна — поетеса.
- Шерстюк Ніна Олександрівна — поетеса.
- Фалендиш Анатолій Петрович — професор, доктор технічних наук, академік Транспортної Академії України.
- Стрельніков Віктор Юрійович — професор, доктор педагогічних наук.
- Стрілець Василь Васильович — доктор історичних наук, професор кафедри теорії права та конституційного права.
- Хоменко Павло Віталійович — доктор педагогічних наук, професор.
- Слинько Віктор Григорович — професор кафедри ТВППТ ім. проф. О. П. Бондаренко.
- Половина Іван Петрович — доктор географічних наук, професор кафедри фізичної географії НПУ.
- Погорілий Олександр Іванович — український соціолог, фахівець в галузі історії і теорії соціології, доктор соціологічний наук.
- Закорецький Олександр Віталійович — перший заступник начальника Головного управління нагляду за додержанням законів щодо прав і свобод та захисту інтересів держави, Державний радник юстиції третього класу, почесний працівник прокуратури України.